# 布泽勒
布泽勒（法語：Bouzel，法語發音：[buzɛl]）是法国多姆山省的一个市镇，属于克莱蒙费朗区。

## 地理
布泽勒（45°46'38"N, 3°19'2"E）面积4.21 平方千米，位于法国奥弗涅-罗讷-阿尔卑斯大区多姆山省，该省份为法国中南部省份，北起阿列省接壤，东临卢瓦尔省，南至上盧瓦爾省和康塔爾省，西接科雷兹省和克勒兹省。
与布泽勒接壤的市镇（或旧市镇、城区）包括：博尔加尔莱韦克、埃斯皮拉、穆瓦萨、塞沙勒、瓦塞勒、韦尔泰宗。

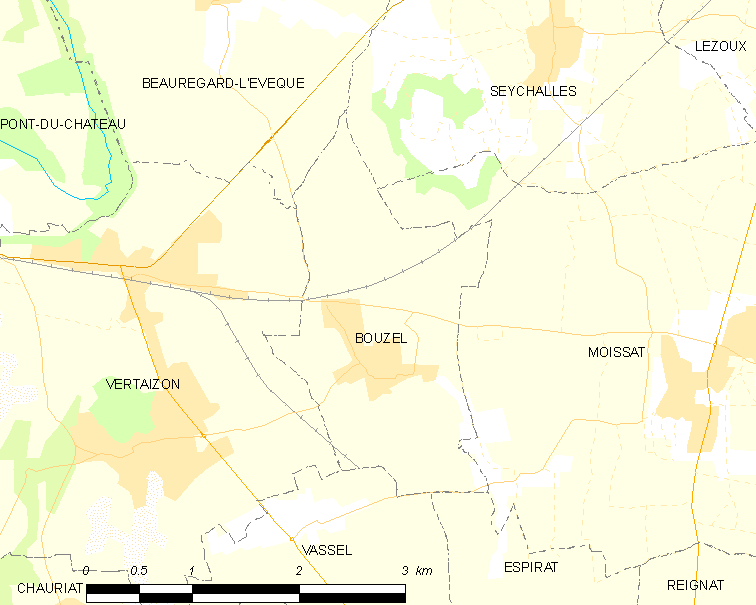
布泽勒的OSM定位图

布泽勒的时区为UTC+01:00、UTC+02:00（夏令时）。

## 行政
布泽勒的邮政编码为63910，INSEE市镇编码为63049。

## 政治
布泽勒所属的省级选区为比永县。

## 人口

1962-2008年间布泽勒人口变化图示

布泽勒于2022年1月1日时的人口数量为712人。